# Liste der Fußballspieler mit den meisten Erstligatoren
Dies ist eine Liste der Fußballspieler mit den meisten Erstligatoren, gegliedert nach Ländern. Insgesamt werden Pelé weltweit und Josef Bican in Europa die meisten Tore dieser Art zugerechnet. Bei strengerer Auslegung – wenn nur Tore in eingleisigen Ligen von FIFA-Verbänden mitzählen, jedoch nicht diejenigen etwa in der regionalen Meisterschaft von São Paulo oder der deutschen Oberliga, liegt Ferenc Puskás mit seinen Toren in Ungarn und Spanien an der Spitze.

## Europa

### Belgien
Koninklijke Belgische Voetbalbond (KBVB) / Union Royale Belge des Sociétés de Football-Association (URBSFA)
| Name              | Jahre     | Spiele | Tore | Tore/Spiel |
| ----------------- | --------- | ------ | ---- | ---------- |
| Bert De Cleyn     | 1932–1955 | 488    | 377  | 0,77       |
| Jef Mermans       | 1941–1957 | 382    | 339  | 0,89       |
| Bernard Voorhoof  | 1927–1948 | 473    | 281  | 0,60       |
| Arthur Ceuleers   | 1933–1951 | 401    | 280  | 0,70       |
| Henri Coppens     | 1946–1962 | 389    | 258  | 0,66       |
| Erwin Vandenbergh | 1976–1995 | 425    | 252  | 0,59       |
| Paul Van Himst    | 1959–1976 | 482    | 237  | 0,49       |
| Raymond Braine    | 1922–1944 | 243    | 192  | 0,79       |

Stand: 30. Mai 2020

### Bundesrepublik Deutschland
Deutscher Fußball-Bund (DFB) sowie Deutsche Fußball Liga
| Name                | Jahre         | Spiele | Tore | Tore/Spiel | Endrunde | Ausland  |
| ------------------- | ------------- | ------ | ---- | ---------- | -------- | -------- |
| Uwe Seeler          | 1954–72, 1978 | 476    | 404  | 0,85       | 40 0     | 2 0 IRL  |
| Gerd Müller         | 1965–79       | 427    | 365  | 0,85       | 0 0      | 40 0 USA |
| Ottmar Walter       | 1945–59       | 275    | 295  | 1,07       | 29 0     |          |
| Max Morlock         | 1945–64       | 472    | 294  | 0,62       | 21 0     |          |
| Fritz Walter        | 1945–59       | 320    | 271  | 0,85       | 23 0     |          |
| Klaus Fischer       | 1968–88       | 535    | 268  | 0,50       |          |          |
| Robert Lewandowski  | 2010–         | 344    | 267  | 0,78       |          | 68 0 POL |
| Werner Baßler       | 1945–60       | 296    | 263  | 0,89       | 16 0     |          |
| Hans Schäfer        | 1949–65       | 395    | 243  | 0,62       | 13 0     |          |
| Ötti Meyer          | 1947–60       | 316    | 238  | 0,75       | 4 0      |          |
| Jupp Heynckes       | 1965–78       | 369    | 220  | 0,60       |          |          |
| Herbert Martin      | 1951–61       | 279    | 215  | 0,77       | 9 0      |          |
| Alfred Kelbassa     | 1947–63       | 371    | 215  | 0,58       | 14 0     |          |
| Manfred Burgsmüller | 1969–90       | 447    | 213  | 0,48       |          |          |

Stand: 7. März 2021, Quelle: weltfussball.de
Gewertet wurden alle Tore in der Oberliga (erstklassig bis 1963) und Bundesliga. Daneben stehen die Tore aus den Endrundenspielen um die deutsche Meisterschaft und die in anderen 1. Ligen erzielten (in der Summe sind diese jeweils nicht enthalten). Die vier Oberligajahre vor Gründung der Bundesrepublik sind in dieser Auflistung berücksichtigt.
Ebenfalls mehr als 200 Erstligatore haben Ulf Kirsten (DDR plus Bundesliga) sowie Ernst Willimowski und Lothar Emmerich erzielt, wenn man deren Tore in Polen bzw. Belgien und Österreich mitzählt. Aus neuerer Zeit gilt dasselbe für Dieter Müller, Klaus Allofs, Karl-Heinz Rummenigge, Rudi Völler und Jürgen Klinsmann. Gerd Müller kommt inklusive USA auf 405.

### Deutsche Demokratische Republik
Deutscher Fußball-Verband (DFV)
| Name               | Jahre   | Spiele | Tore | Tore/Spiel |
| ------------------ | ------- | ------ | ---- | ---------- |
| Joachim Streich    | 1969–85 | 378    | 229  | 0,61       |
| Eberhard Vogel     | 1962–82 | 440    | 188  | 0,43       |
| Peter Ducke        | 1960–77 | 532    | 153  | 0,29       |
| Henning Frenzel    | 1960–78 | 420    | 152  | 0,36       |
| Günter Schröter    | 1950–63 | 321    | 142  | 0,44       |
| Hans-J. Kreische   | 1964–77 | 256    | 131  | 0,51       |
| Rüdiger Schnuphase | 1971–86 | 320    | 123  | 0,38       |
| Dieter Kühn        | 197?–91 | 294    | 122  | 0,41       |
| Bernd Bauchspieß   | 1959–73 | 264    | 120  | 0,45       |
| Jürgen Heun        | 1976–91 | 341    | 115  | 0,34       |

### England
The Football Association (FA)
| Name                 | Jahre     | Spiele | Tore | Tore/Spiel |
| -------------------- | --------- | ------ | ---- | ---------- |
| Jimmy Greaves        | 1957–1972 | 516    | 357  | 0,69       |
| Steve Bloomer        | 1892–1910 | 536    | 317  | 0,59       |
| William „Dixie“ Dean | 1924–1938 | 362    | 310  | 0,86       |
| Gordon Hodgson       | 1925–1940 | 456    | 287  | 0,63       |
| Alan Shearer         | 1992–2006 | 441    | 260  | 0,59       |
| Charlie Buchan       | 1912–1928 | 482    | 257  | 0,53       |
| Nat Lofthouse        | 1946–1960 | 452    | 255  | 0,56       |
| Joe Bradford         | 1921–1935 | 410    | 248  | 0,60       |
| Hughie Gallacher     | 1925–1938 | 355    | 246  | 0,69       |

Stand: 30. Mai 2020

### Finnland
Suomen Palloliitto (SPL/FBF)
| Name              | Jahre     | Tore |
| ----------------- | --------- | ---- |
| Heikki Suhonen    | 1969–1986 | 206  |
| Kai Pahlman       | 1956–1972 | 191  |
| Ismo Lius         | 1983–1999 | 189  |
| Olavi Rissanen    | 1969–1987 | 185  |
| Valeri Popovitch  | 1993–2009 | 166  |
| Ari Hjelm         | 1981–1996 | 152  |
| Rafael            | 1997–2016 | 136  |
| Arto Tolsa        | 1963–1982 | 126  |
| Stig-Göran Myntti | 1944–1962 | 121  |
| Martti Hyvärinen  | 1958–1972 | 119  |

Stand: 30. Mai 2020

### Frankreich
Fédération Française de Football (FFF)
(Stand: 30. Mai 2020)
siehe auch Liste der Torschützenkönige der Ligue 1
| Name             | Jahre     | Spiele | Tore | Tore/Spiel |
| ---------------- | --------- | ------ | ---- | ---------- |
| Delio Onnis      | 1971–1986 | 449    | 299  | 0,67       |
| Bernard Lacombe  | 1969–1987 | 497    | 255  | 0,51       |
| Hervé Revelli    | 1965–1978 | 389    | 216  | 0,56       |
| Roger Courtois   | 1933–1956 | 288    | 210  | 0,73       |
| Thadée Cisowski  | 1947–1961 | 286    | 206  | 0,72       |
| Roger Piantoni   | 1950–1966 | 394    | 203  | 0,52       |
| Joseph Ujlaki    | 1947–1964 | 438    | 189  | 0,43       |
| Fleury Di Nallo  | 1960–1975 | 425    | 187  | 0,44       |
| Carlos Bianchi   | 1973–1980 | 220    | 179  | 0,81       |
| Gunnar Andersson | 1950–1960 | 234    | 179  | 0,76       |

### Griechenland
Elliniki Podosferiki Omospondia (EPO)
| Name                   | Spiele | Tore | Tore/Spiel |
| ---------------------- | ------ | ---- | ---------- |
| Thomas Mavros          | 501    | 260  | 0,52       |
| Krzysztof Warzycha     | 390    | 245  | 0,63       |
| Dimitrios Papaioannou  | 480    | 234  | 0,49       |
| Giorgos Sideris        | ?      | 229  | ?          |
| Antonios Antoniadis    | 242    | 187  | 0,77       |
| Alekos Alexandris      | 387    | 186  | 0,48       |
| Dimitrios Saravakos    | 443    | 186  | 0,42       |
| Georgios Dedes         | 429    | 181  | 0,42       |
| Nikolaos Anastopoulos  | 405    | 179  | 0,45       |
| Michalis Kritikopoulos | 422    | 175  | 0,41       |

Stand: 30. Mai 2020

### Italien
Federazione Italiana Giuoco Calcio (FIGC)
| Name                 | Spiele | Tore | Tore/Spiel |
| -------------------- | ------ | ---- | ---------- |
| Silvio Piola         | 537    | 274  | 0,51       |
| Francesco Totti      | 618    | 250  | 0,40       |
| Gunnar Nordahl       | 291    | 225  | 0,77       |
| José Altafini        | 459    | 216  | 0,47       |
| Giuseppe Meazza      | 367    | 216  | 0,59       |
| Antonio Di Natale    | 445    | 209  | 0,47       |
| Roberto Baggio       | 452    | 205  | 0,45       |
| Kurt Hamrin          | 400    | 190  | 0,48       |
| Giuseppe Signori     | 344    | 188  | 0,55       |
| Alessandro Del Piero | 478    | 188  | 0,39       |
| Alberto Gilardino    | 502    | 188  | 0,37       |

Stand: 30. Mai 2020

### Jugoslawien
| Name              | Jahre                   | Spiele | Tore | Tore/Spiel |
| ----------------- | ----------------------- | ------ | ---- | ---------- |
| Slobodan Santrač  | 1962–1977               | 364    | 218  | 0,60       |
| Darko Pančev      | 1982–1992               | 242    | 168  | 0,69       |
| Dušan Bajević     | 1966–1977 und 1981–1983 | 322    | 166  | 0,52       |
| Burjivoye Kostić  | 1956–1964               | ?      | 158  | ?          |
| Franjo Matosić    | ?                       | ?      | 149  | ?          |
| Todor Veselinović | 1946–1961               | ?      | 145  | ?          |
| Stjepan Bobek     | 1945–1958               | ?      | 129  | ?          |
| Zlatko Prlincević | ?                       | ?      | 129  | ?          |
| Dušan Savić       | 1973–1982               | ?      | 120  | ?          |
| Dragan Džajić     | ?                       | ?      | 113  | ?          |

### Norwegen
Norges Fotballforbund (NFF)
| Name              | Jahre     | Spiele | Tore | Tore/Spiel |
| ----------------- | --------- | ------ | ---- | ---------- |
| Sigurd Rushfeldt  | 1992–2011 | 299    | 172  | 0,58       |
| Harald Brattbakk  | 1990–2005 | 255    | 166  | 0,65       |
| Petter Belsvik    | 1989–2003 | 292    | 159  | 0,54       |
| Odd Iversen       | 1967–1982 | 225    | 158  | 0,70       |
| Per Kristoffersen | 1957–1968 | 194    | 145  | 0,75       |
| Frode Johnsen     | 1999–2015 | 301    | 132  | 0,44       |
| Thorstein Helstad | 1995–2013 | 234    | 116  | 0,50       |
| Bengt Sæternes    | 1996–2011 | 280    | 116  | 0,41       |
| Jostein Flo       | 1987–2001 | 213    | 114  | 0,54       |
| Arild Sundgot     | 1995–2011 | 325    | 111  | 0,34       |

Stand: 30. Mai 2020

### Österreich
Österreichischer Fußball-Bund (ÖFB)
| Name              | Jahre       | Spiele | Tore | Tore / Spiel |
| ----------------- | ----------- | ------ | ---- | ------------ |
| Robert Dienst     | 1943–62     | 351    | 323  | 0,92         |
| Hans Krankl       | 1971–88     | 427    | 320  | 0,75         |
| Franz Binder      | 1930–49     | 261    | 298  | 1,14         |
| Karl Decker       | 1938–54     | 276    | 282  | 1,02         |
| Friedrich Cejka   | 1947–66     | 438    | 245  | 0,56         |
| Anton Schall      | 1925–41     | 285    | 231  | 0,81         |
| Wilhelm Hahnemann | 1931–52, 59 | 308?   | 230  | 0,75         |
| Johann Buzek      | 1955–73     | 384    | 226  | 0,59         |
| Erich Hof         | 1954–69     | 314    | 224  | 0,71         |
| Ernst Stojaspal   | 1942–54     | 197    | 224  | 1,14         |

Stand: 30. Mai 2020

### Polen
Polski Związek Piłki Nożnej (PZPN)
| Name                 | Jahre     | Tore |
| -------------------- | --------- | ---- |
| Ernst Pohl           | 1954–1967 | 186  |
| Lucjan Brychczy      | 1954–1969 | 182  |
| Gerard Cieślik       | 1948–1959 | 168  |
| Tomasz Frankowski    | 1992–2013 | 167  |
| Teodor Peterek       | 1928–1948 | 157  |
| Włodzimierz Lubański | 1962–1975 | 155  |
| Kazimierz Kmiecik    | 1969–1983 | 153  |
| Jan Liberda          | 1955–1971 | 146  |
| Paweł Brożek         | 2001–2018 | 140  |
| Teodor Aniola        | 1948–1957 | 138  |

Stand: 30. Mai 2020

### Portugal
Federação Portuguesa de Futebol (FPF)
| Name                | Jahre     | Spiele | Tore | Tore/Spiel |
| ------------------- | --------- | ------ | ---- | ---------- |
| Fernando Peyroteo   | 1937–1949 | 197    | 332  | 1,68       |
| Eusébio             | 1960–1977 | 313    | 320  | 1,02       |
| Fernando Gomes      | 1974–1991 | 404    | 319  | 0,79       |
| José Águas          | 1950–1963 | 281    | 291  | 1,03       |
| Néné                | 1968–1986 | 422    | 264  | 0,62       |
| Manuel Fernandes    | 1970–1988 | 485    | 243  | 0,50       |
| Matateu             | 1951–1967 | 291    | 219  | 0,75       |
| José Augusto Torres | 1959–1980 | 378    | 218  | 0,58       |
| Arsénio Duarte      | 1943–1959 | 313    | 215  | 0,69       |
| Rui Jordão          | 1971–1989 | 360    | 213  | 0,69       |

Stand: 30. Mai 2020

### Schottland
Scottish Football Association (SFA)
| Name              | Jahre                | Tore | Spiele |
| ----------------- | -------------------- | ---- | ------ |
| Jimmy McGrory     | 1922–1938            | 410  | 408    |
| Robert McPhail    | 1923–1939            | 305  |        |
| Hugh Ferguson     | 1916–1930            | 285  |        |
| William Reid      | 1904–1922            | 275  |        |
| Ally McCoist      | 1980–1981, 1983–2001 | 260  |        |
| James McColl      | 1913–1932            | 258  |        |
| Robert Ferrier    | 1917–1937            | 255  |        |
| David Wilson      | 1928–1939            | 254  |        |
| William MacFadyen | 1921–1936            | 251  |        |
| Andrew Cunningham | 1909–1929            | 237  |        |
| James Smith       | 1928–1939            | 225  |        |

Stand: 30. Mai 2020

### Schweden
Svenska Fotbollförbundet (SvFF)
| Name               | Jahre   | Tore |
| ------------------ | ------- | ---- |
| Sven Jonasson      | 1927–47 | 254  |
| Carl-Erik Holmberg | 1924–39 | 194  |
| Filip Johansson    | 1924–36 | 182  |
| Harry Lundahl      | 1924–38 | 179  |
| Bertil Johansson   | 1954–68 | 162  |
| Harry Bild         | 1956–73 | 162  |
| Sven Rydell        | 1924–34 | 156  |
| Gunnar Nordahl     | 1940–49 | 151  |
| Tore Keller        | 1924–40 | 150  |
| Knut Kroon         | 1925–42 | 140  |

Stand: 30. Mai 2020

### Sowjetunion
| Name                 | Jahre   | Spiele | Tore | Tore/Spiele |
| -------------------- | ------- | ------ | ---- | ----------- |
| Oleg Blochin         | 1969–87 | 432    | 211  | 0,49        |
| Alexander Ponomarjow | 1938–52 | 249    | 152  | 0,52        |
| Nikita Simonjan      | 1946–59 | 267    | 144  | 0,54        |
| Sergei Solowjow      | 1939–52 | 226    | 143  | 0,63        |
| Grigori Fedotow      | 1937–49 | 169    | 132  | 0,78        |
| Eduard Markarow      | 1961–75 | 370    | 129  | 0,35        |
| Awtandil Gogoberidse | 1945–61 | 341    | 128  | 0,20        |
| Oleh Protassow       | 1982–90 | 218    | 125  | 0,57        |
| Walentin Iwanow      | 1953–66 | 287    | 124  | 0,43        |
| Ramas Schengelia     | 1977–88 | 283    | 120  | 0,42        |

### Spanien
Primera División
| Name               | Jahre          | Spiele | Tore | Tore/Spiel |
| ------------------ | -------------- | ------ | ---- | ---------- |
| Lionel Messi       | 2004–          | 492    | 442  | 0,91       |
| Cristiano Ronaldo  | 2009–2018      | 292    | 311  | 1,07       |
| Zarra              | 1939–55        | 277    | 251  | 0,90       |
| Hugo Sánchez       | 1981–92, 93–94 | 347    | 234  | 0,67       |
| Raúl               | 1994–2010      | 550    | 228  | 0,41       |
| Alfredo Di Stéfano | 1953–66        | 329    | 227  | 0,69       |
| César Rodríguez    | 1939–55        | 353    | 225  | 0,64       |
| Quini              | 1970–75, 77–84 | 448    | 219  | 0,49       |
| Pahiño             | 1943–56        | 278    | 210  | 0,76       |
| Mundo              | 1939–51        | 231    | 195  | 0,84       |
| Santillana         | 1971–89        | 461    | 187  | 0,41       |

Stand: 7. November 2020, Quelle: weltfussball.de

### Tschechoslowakei
| Name              | Jahre                | Spiele | Tore | Tore/Spiel |
| ----------------- | -------------------- | ------ | ---- | ---------- |
| Josef Bican       | 1936–1939, 1946–1950 | ?      | 218  | ?          |
| Miroslav Wiecek   | 1947–1965            | 325    | 174  | 0,54       |
| Jozef Adamec      | 1958–1977            | 383    | 170  | 0,44       |
| František Kloz    | 1928–1941, 1942/1943 | ?      | 168  |            |
| Ladislav Pavlovič | 1949–1966            | 347    | 164  | 0,47       |
| Oldřich Nejedlý   | 1931–1939            | 187    | 161  | 0,86       |
| Vlastimil Kopecký | 1931–1939, 1946–1950 | 232    | 160  | 0,69       |
| Jiří Pešek        | 1946–1965            | 298    | 149  | 0,50       |
| Zdeněk Nehoda     | 1967–1982            | 346    | 145  | 0,42       |

### Tschechische Republik
| Name              | Jahre     | Spiele | Tore | Tore/Spiel |
| ----------------- | --------- | ------ | ---- | ---------- |
| David Lafata      | 1999–2018 | 418    | 198  | 0,48       |
| Horst Siegl       | 1993–2006 | 310    | 134  | 0,43       |
| Libor Došek       | 1999–2017 | 407    | 125  | 0,31       |
| Milan Škoda       | 2004–2020 | 302    | 94   | 0,32       |
| Stanislav Vlček   | 1993–2012 | 436    | 94   | 0,22       |
| Luděk Zelenka     | 1995–2010 | 342    | 92   | 0,27       |
| Marek Kulič       | 1995–2014 | 389    | 88   | 0,23       |
| Vratislav Lokvenc | 1993–2000 | 201    | 82   | 0,41       |
| Pavel Horváth     | 1993–2015 | 426    | 82   | 0,19       |
| Jan Nezmar        | 1999–2012 | 311    | 80   | 0,26       |

ČMFS, Stand: 23. Mai 2020, Quelle: weltfussball.de

### Türkei
Türkiye Futbol Federasyonu (TFF)
| Name           | Jahre                | Tore |
| -------------- | -------------------- | ---- |
| Hakan Şükür    | 1990–2001, 2004–2008 | 259  |
| Tanju Çolak    | 1985–1993            | 240  |
| Hami Mandıralı | 1987–2003            | 219  |
| Metin Oktay    | 1959–1969            | 217  |
| Aykut Kocaman  | 1988–1996            | 200  |
| Feyyaz Uçar    | 1984–1997            | 191  |
| Burak Yılmaz   | 2002–2020            | 191  |
| Serkan Aykut   | 1994–2005            | 188  |
| Umut Bulut     | 2001–0000            | 157  |
| Necati Ateş    | 1997–2016            | 138  |

Stand: 30. Mai 2020

### Ukraine
Federazija Futbolu Ukrajiny
Stand: Saisonende 2015/16; in der 1. Ukrainischen Liga noch aktive Spieler sind fettgedruckt
| Name               | Jahre     | Spiele | Tore | Tore/Spiel |
| ------------------ | --------- | ------ | ---- | ---------- |
| Maxim Shatskix     | 1996–2016 | 341    | 124  | 0,36       |
| Serhij Rebrow      | 1992–2008 | 261    | 123  | 0,47       |
| Jewhen Selesnjow   | 2002–2016 | 230    | 111  | 0,48       |
| Andrij Worobej     | 1997–2013 | 315    | 105  | 0,33       |
| Andrij Jarmolenko  | 2008–2017 | 228    | 99   | 0,43       |
| Oleksandr Hajdasch | 1991–2004 | 258    | 95   | 0,37       |
| Marko Dević        | 2006–2014 | 219    | 90   | 0,41       |
| Serhij Misin       | 1992–2008 | 342    | 90   | 0,26       |
| Tymerlan Hussejnow | 1992–2001 | 215    | 85   | 0,39       |
| Oleksandr Kosirin  | 1991–2010 | 240    | 84   | 0,35       |
| Oleksandr Hladkyj  | 2003–2018 | 300    | 84   | 0,28       |

Stand: 30. Mai 2020

### Ungarn
Magyar Labdarúgó Szövetség (MLSz)
| Name             | Jahre     | Spiele | Tore | Tore/Spiel |
| ---------------- | --------- | ------ | ---- | ---------- |
| Imre Schlosser   | 1906–1928 | 301    | 411  | 1,37       |
| Ferenc Szusza    | 1940–1961 | 462    | 393  | 0,85       |
| Gyula Zsengellér | 1935–1947 | 325    | 387  | 1,19       |
| József Takács    | 1920–1940 | 355    | 360  | 1,01       |
| Ferenc Puskás    | 1943–1956 | 354    | 357  | 1,01       |
| György Sárosi    | 1931–1948 | 383    | 351  | 0,92       |
| Gyula Szilágyi   | 1943–1960 | 390    | 313  | 0,80       |
| Ferenc Deák      | 1944–1954 | 238    | 305  | 1,28       |
| Ferenc Bene      | 1960–1978 | 418    | 303  | 0,72       |
| Géza Toldi       | 1928–1946 | 324    | 271  | 0,84       |

Stand: 30. Mai 2020

## Südamerika

### Argentinien
Asociación del Fútbol Argentino (AFA)
| Name                      | Jahre                       | Spiele | Tore | Tore / Spiel |
| ------------------------- | --------------------------- | ------ | ---- | ------------ |
| Arsenio Erico             | 1934–1947                   | 332    | 293  | 0,88         |
| Angel Labruna             | 1939–1959                   | 515    | 292  | 0,57         |
| Herminio Masantonio       | 1931–1945                   | 358    | 256  | 0,72         |
| Manuel Pellegrina         | 1938–1956                   | 490    | 231  | 0,47         |
| Martín Palermo            | 1992–2000, 2004–2011        | 330    | 227  | 0,69         |
| José Francisco Sanfilippo | 1953–1963, 1966–1967, 1972  | 330    | 226  | 0,68         |
| Ricardo Infante           | 1942–1961                   | 439    | 217  | 0,49         |
| Óscar Mas                 | 1964–1977, 1979, 1982, 1985 | 429    | 215  | 0,50         |
| Bernabé Ferreyra          | 1931–1939                   | 197    | 206  | 1,05         |
| Carlos Bianchi            | 1967–1972, 1980–1984        | 324    | 206  | 0,64         |

Stand: 30. Mai 2020

### Bolivien
Federación Boliviana de Fútbol (FBF)
| Name                  | Jahre     | Tore |
| --------------------- | --------- | ---- |
| Victor Hugo Antelo    | 1983–2000 | 350  |
| Juan Carlos Sánchez   | 1979–1992 | 261  |
| Carlos Saucedo        | 2006–0000 | 254  |
| José Alfredo Castillo | 2000–0000 | 241  |
| Pablo Daniel Escobar  | 2004–2018 | 228  |
| Luis Fernando Salinas | 1980–1993 | 201  |
| Jesús Reynaldo        | 1977–1993 | 196  |
| William Ferreira      | 2009–2019 | 186  |
| Limberg Gutiérrez     | 1996–2014 | 167  |
| Horacio Baldessari    | 1978–1988 | 161  |

Stand: 30. Mai 2020

### Ecuador
Federación Ecuatoriana de Fútbol
| Name                      | Jahre     | Tore |
| ------------------------- | --------- | ---- |
| Hermen Benítez            | 1980–95   | 191  |
| Jorge Vinicio Ron         | 1972–87   | 181  |
| Evelio Agustín Ordóñez    | 1996–2010 | 159  |
| Fabián Paz y Miño         | 1972–88   | 155  |
| Geovanny Alfonso Mera     | 1980–95   | 150  |
| Hamilton Emilio Cuvi      | 1978–96   | 147  |
| Carlos Alberto Juárez     | 1996–2008 | 141  |
| Ariel Graziani            | 1995–2006 | 134  |
| Angel Luis Liciardi       | 1970–78   | 130  |
| José Voltaire Villafuerte | 1975–89   | 125  |

Stand: 30. Mai 2020

### Kolumbien
Federación Colombiana de Fútbol (COLFUTBOL)
| Name                       | Tore |
| -------------------------- | ---- |
| Sergio Galván              | 224  |
| Iván René Valenciano       | 217  |
| Hugo Horacio Lóndero       | 211  |
| Oswaldo Marcial Palavecino | 204  |
| Jorge Ramírez Gallego      | 201  |
| Omar Lorenzo Devanni       | 198  |
| Víctor Aristizábal         | 187  |
| Arnoldo Iguarán            | 186  |
| Willington Ortíz           | 184  |
| José Omar Verdún           | 184  |

Stand: 30. Mai 2020

## Nord- und Mittelamerika

### Mexiko
Federación Mexicana de Fútbol Asociación, A.C. (FMF)
| Name                       | Jahre     | Tore |
| -------------------------- | --------- | ---- |
| Evanildo Castro “Cabinho”  | 1974–1985 | 312  |
| Carlos Hermosillo          | 1984–2001 | 294  |
| Jared Borgetti             | 1994–2010 | 252  |
| José Saturnino Cardozo     | 1995–2004 | 249  |
| Horacio Casarín            | 1936–1956 | 238  |
| Osvaldo Castro             | 1971–1984 | 214  |
| Luis Roberto Alves “Zague” | 1985–2003 | 209  |
| Adalberto López            | 1941–1954 | 201  |
| Carlos Eloir Peruci        | 1972–1984 | 199  |
| Sergio Lira                | 1978–1996 | 191  |

Stand: 30. Mai 2020

### USA(MLS)
United States Soccer Federation (USSF)
| Name                    | Jahre     | Spiele | Tore | Tore/Spiel |
| ----------------------- | --------- | ------ | ---- | ---------- |
| Landon Donovan          | 2001–2016 | 305    | 108  | 0,35       |
| Chris Wondolowski       | 2005–     | 364    | 160  | 0,44       |
| Jaime Moreno            | 1996–2010 | 372    | 145  | 0,39       |
| Jeff Cunningham         | 1998–2011 | 387    | 139  | 0,36       |
| Kei Kamara              | 2007–     | 357    | 132  | 0,37       |
| Ante Razov              | 1996–2010 | 297    | 125  | 0,42       |
| Bradley Wright-Phillips | 2013–     | 161    | 77   | 0,54       |
| Jason Kreis             | 1996–2007 | 215    | 117  | 0,35       |
| Taylor Twellman         | 2002–2010 | 194    | 10   | 0,57       |
| Dwayne De Rosario       | 1997–2014 | 367    | 108  | 0,29       |

Stand: 9. März 2020, Quelle: weltfussball.de

## Afrika

### Ägypten
Egyptian Football Association
| Name               | Tore |
| ------------------ | ---- |
| Hassan El-Shazly   | 176  |
| Hossam Hassan      | 168  |
| Moustafa Reyadh    | 123  |
| El-Sayed El-Dhizui | 112  |
| Mahmoud El-Khatib  | 109  |
| Ahmed El-Kass      | 107  |
| Mohamed Abo Treka  | 106  |
| Abdallah El Said   | 104  |
| Gamel Abdel Hamid  | 101  |

Stand: 30. Mai 2020